# Zespół Hajdu-Cheneya
Zespół Hajdu-Cheneya, zespół Cheneya, akroosteoliza z osteoporozą i zmianami w czaszce i żuchwie – rzadki zespół wad wrodzonych.
Choroba została po raz pierwszy opisana przez Cheneya w 1965 roku u rodziny pochodzącej ze stanu Michigan. U członków rodziny obserwowano osteolizę akralnych (końcowych) części kości długich, liczne kostki wstawne i hipoplazję gałęzi żuchwy. Wczesna resorpcja wyrostków zębodołowych powoduje przedwczesną utratę zębów. Termin zespołu Cheneya wprowadzili Dorst i Victor McKusick. Wczesny opis pasujący do fenotypu określonego jako zespół Cheneya pochodzi z 1948 roku i jest autorstwa węgierskiego radiologa Nicholasa Hajdu, który opisał jeden przypadek choroby razem z Ralphem Kauntzem. Stąd powszechna jest obecnie nazwa zespołu Hajdu-Cheneya. Do dziś opisano około 50 przypadków zespołu. U pacjentów z zespołem Hajdu-Cheneya możliwe jest leczenie osteoporozy bisfosfonianami.